# Carex marianensis
Carex marianensis là một loài thực vật có hoa trong họ Cói. Loài này được Stacey mô tả khoa học đầu tiên năm 1937.